# Moria (jeu vidéo, 1976)
Pour les articles homonymes, voir Moria.
Moria est un jeu vidéo de rôle de type dungeon crawler développé par Kevet Duncombe et Jim Battin en 1976 sur un terminal informatique du système PLATO à l’université de l'Illinois à Urbana-Champaign. Il est notamment reconnu comme le premier dungeon crawler en trois dimensions et en vue à la première personne et comme un des premiers jeux multijoueur doté d’un monde persistant. 
Kevet Duncombe et Jim Battin imaginent le jeu après avoir entendu parler des problèmes rencontrés lors du développement dnd (1975),. Ils s’inspirent ensuite des précédents jeux de rôle développés sur le système PLATO dont notamment Orthanc (1978) dont ils souhaitent corriger les nombreuses lacunes. Contrairement à ses prédécesseurs, le jeu n’est par contre pas directement inspiré de Donjons et Dragons et du Seigneur des Anneaux puisque ses créateurs n’ont alors jamais joué au premier et jamais lu le second. Son nom leur est suggéré par Dirk Pellett et est en revanche directement tiré des mines de la Moria du Seigneur des Anneaux. L’absence d’une influence directe de Donjons et Dragons explique certaines particularités de son système de jeu : le personnage ne progresse pas en gagnant de l’expérience et des niveaux mais en améliorant des compétences en fonction de leur fréquence d’utilisation,. Le personnage est caractérisé par quatre attributs : la ruse, la piété, le courage et la magie. Ces attributs sont en lien avec les quatre guildes que les joueurs suffisamment avancés peuvent rejoindre : guildes des voleurs, de la fraternité, des chevaliers et des magiciens. Les membres de ces guildes obtiennent des pouvoirs particuliers qui peuvent affecter tout un groupe de personnages. Le joueur débute la partie près d’une cité dans laquelle se trouvent des boutiques et les guildes. À partir de là, il peut explorer seul ou en groupe les régions sauvages qui entourent la ville pour accéder à un des quatre donjons présent dans le jeu : la caverne, la montagne, la forêt et le désert,.